# Microrhagus emyi
Microrhagus emyi är en skalbaggsart som först beskrevs av Rouget 1855.  Microrhagus emyi ingår i släktet Microrhagus, och familjen halvknäppare. IUCN kategoriserar arten globalt som livskraftig. Enligt den svenska rödlistan är arten sårbar i Sverige. Arten förekommer på Öland och Götaland. Artens livsmiljö är skogslandskap, jordbrukslandskap.